# Sulaoja (vattendrag, lat 66,20, long 25,80)
Sulaoja är ett vattendrag i Finland.   Det ligger i landskapet Lappland, i den norra delen av landet, 700 km norr om huvudstaden Helsingfors.